# Entferntfiedriger Dornfarn
Der Entferntfiedrige Dornfarn (Dryopteris remota) ist eine Pflanzenart aus der Gattung Wurmfarne (Dryopteris) innerhalb der Familie Wurmfarngewächse (Dryopteridaceae).

## Beschreibung

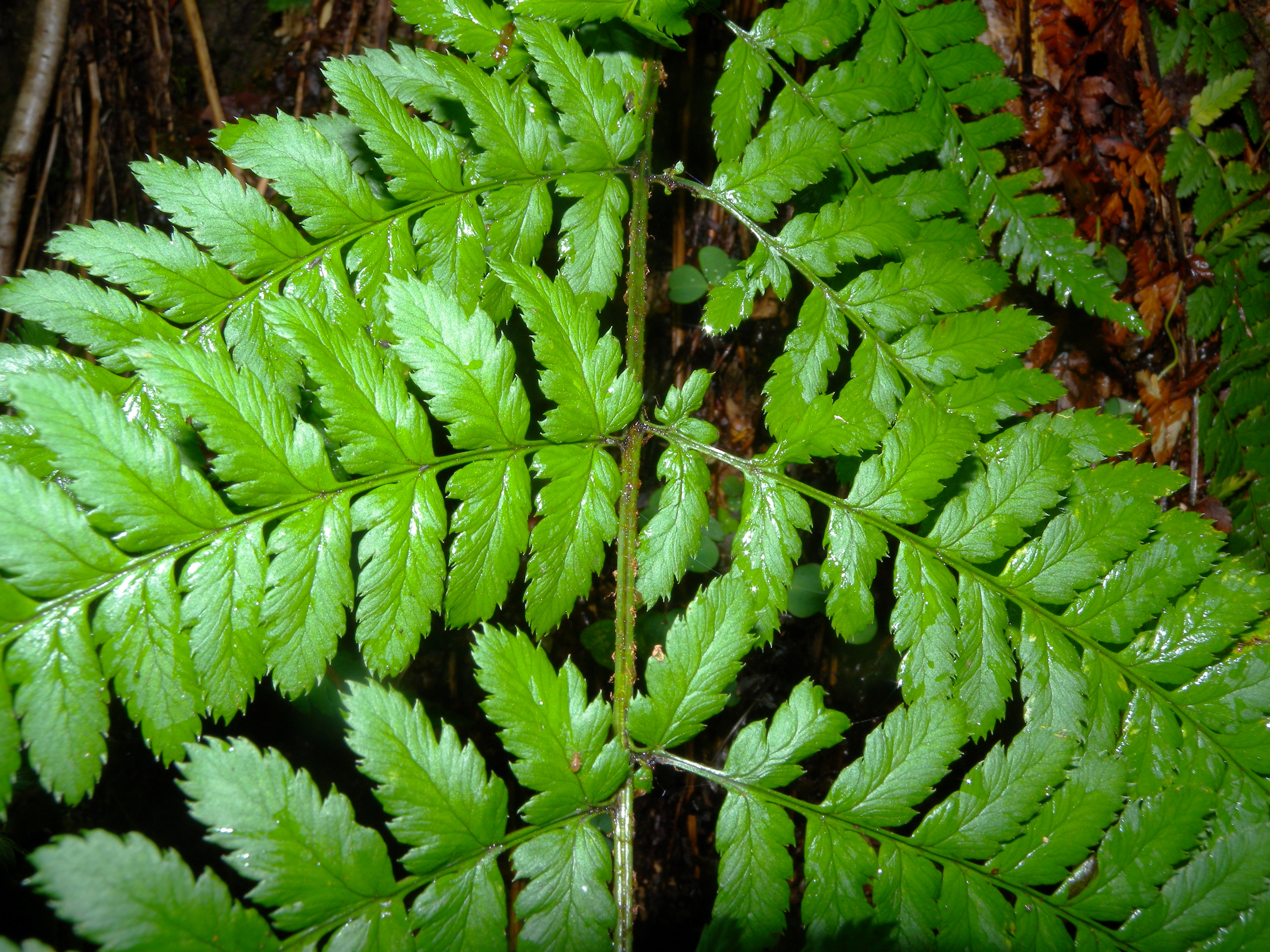
Wedeloberseite

Der Entfernfiedrige Dornfarn ist eine ausdauernde krautige Pflanze und erreicht Wuchshöhen von 20 bis 90 Zentimetern. Mit seinem kurze, aufsteigende Rhizom wächst büschelig. Die aufrechten, dunkel-grünen, ledrig derben Blattwedel sind in Stiel und Spreite gegliedert. Der Wedelstiel und die Rhachis sind mit zweifarbigen Schuppen besetzt, die an der Basis dunkel-braun, am Rand hell-braun sind. Die Fiederspindel ist am Grund bis 4 Millimeter dick und ist mehr als halb so lang wie die Blattspreite. Sie ist dicht mit lanzettlichen bis schmal-lanzettlichen, blassen, an der Basis meist dunkel-braunen bis schwärzlichen Spreuschuppen besetzt. Die Blattspreite ist doppelt gefiedert und besitzt auf jeder Seite 12 bis 22 Fiedern. Das unterste Paar der Fiedern ist dreieckig-lanzettlich und oft horizontal gestellt auch bei aufrechten Blättern. In frischen Zustand ist jede Sekundärrhachis an ihrer Ansatzstelle auf 3 bis 10 Millimeter Länge schwarz-violett. Die Fiederchen sind leicht gelappt mit zugespitzten Zähnen; die Zähne sind gegen das Ende der Fiederchen gerichtet. Die Sori haben etwa 1 Millimeter Durchmesser und stehen in zwei Reihen. Der Schleier ist zumeist mit einigen (5 bis 30) Drüsen am Schleierrand und auf der Schleierfläche besetzt. Die Sporen sind bohnenförmig, das Perispor ist mit feinsten Stacheln besetzt. Neben gut entwickelten Sporen findet sich abortiertes Material, dieses ist in Form und Größe uneinheitlich.
Der Entfernfiedrige Dornfarn ist triploid und apomiktisch mit einer Chromosomenzahl ist 2x = 123.

## Ökologie
Der Entfernfiedrige Dornfarn ist ein Hemikryptophyt.

## Vorkommen
Der Entfernfiedrige Dornfarn kommt vor in Europa und Asien (Kaukasus, Türkei). In Europa kommt er in Nordspanien, Frankreich, der Schweiz, Südwestdeutschland, Österreich, Italien, Slowenien, Kroatien, Ungarn, Slowenien, Polen und Rumänien vor. Außerhalb Europas kommt er vor im Nord-Kaukasus und in Anatolien (Türkei). Im Mitteleuropa kommt er vor in den Alpen, im Alpenvorland, im Schwarzwald und im tschechischen Böhmerwald.
Der Entferntfiedrige Dornfarn wächst an beschatteten (bis mäßig beschatteten), frischen, gern etwas sickerfrischen, auch an sickerfeuchten, basenreichen bis mäßig basenreichen, (mäßig)sauren, z. T. modrig-humosen, meist schutt- oder blockreichen Böden, meist an luftfeuchten Standorten (gern in Bachnähe). Zusammen mit folgenden Arten: Großes Springkraut (Impatiens noli-tangere), Waldmeister (Galium odoratum) und Gewöhnlicher Goldnessel (Lamium galeobdolon). Er kommt vor allem in frischen Ausbildungen des Buchen-Tannenwaldes (Asperulo-Fagetum), seltener auch im Aceri-Fraxinetum oder in Erlenwäldern, auch gern in farnreichen Staudenfluren, hier z. T. gern mit dem Spreuschuppigen Wurmfarn (Dryopteris affinis) vor. Er gedeiht in Mitteleuropa in Höhenlagen von 260 bis meist 400 bis 1200 Metern.
Die ökologischen Zeigerwerte nach Landolt et al. 2010 sind in der Schweiz: Feuchtezahl F = 3+w (feucht aber mäßig wechselnd), Lichtzahl L = 2 (schattig), Reaktionszahl R = 2 (sauer), Temperaturzahl T = 2+ (unter-subalpin und ober-montan), Nährstoffzahl N = 3 (mäßig nährstoffarm bis mäßig nährstoffreich), Kontinentalitätszahl K = 2 (subozeanisch).

## Systematik

### Abstammung
Es ist wiederholt vermutet worden, dass der Entferntfiedrige Dornfarn aus einer Hybride von Dryopteris expansa (weiblich) mit dem Schuppigen Wurmfarn (Dryopteris affinis, diploider Cytotyp, männlich) hervorgegangen sein könnte. Ein Genom würde dabei vom diploiden Feingliedrigen Dornfarn (Dryopteris expansa) und zwei Genome vom Schuppigen Wurmfarn (Dryopteria affinis) stammen. Morphologie und Cytologie stützen diese Annahme. Nur die chemischen Befunde passen nicht dazu. Außerdem ist es bis 1984 nicht gelungen, diese Kreuzung künstlich herzustellen.
Der Entferntfiedrige Dornfarn ist keine Hybride im üblichen Sinn, die dort entstanden ist, wo man sie findet. Sie ist jedenfalls durch eine früheren Kreuzungsvorgang entstanden; sie pflanzt sich durch Sporen fort und ist daher als eine gute Art anzusehen.

### Taxonomie
Der Entferntfiedrige Dornfarn wurde am 7. Juli 1834 am Geroldsauer Wasserfall bei Baden-Baden von Alexander Braun entdeckt. Am Geroldsauer Wasserfall wurde diese Art erst 1977 durch H. und K. Rasbach wiederentdeckt.
Alexander Braun hat die Sippe 1843 als Varietät Aspidium rigidum var. remotum in Johann Christoph Döll: Rheinische Flora, S. 16 erstbeschrieben. Die Varietät Aspidium rigidum var. remotum wurde 1908 von George Claridge Druce in List of British Plants, containing the spermatophytes, pteridophytes and charads ... S. 87 in den Rang einer Art erhoben und als Dryopteris remota (A.Br.) Druce in die Gattung Dryopteris gestellt. Das [Epitheton#Biologie|Artepitheton] remotum für „entfernt“ bezieht sich auf die Seitenfiedern, die am Grund des Blatts oft aber nicht immer deutlich voneinander abgerückt sind.
Synonyme für den akzeptierten Namen Dryopteris remota (A.Br.) Druce sind: Aspidium filix-mas subsp. remotum (A.Braun ex Döll) Nyman, Aspidium filix-mas var. remotum (A.Braun ex Döll) Jess., Aspidium rigidum var. remotum A.Braun ex Döll, Dryopteris kemulariae Mikheladze, Dryopteris ×remota (Döll) Hayek, Lastrea remota (Döll) T.Moore, Nephrodium borbasio E.Walter var. orthogr., Nephrodium remoti Guétrot var. orthogr., Nephrodium remotum (Döll) Murr non Heward nec Hook., Nephrodium spinulosum (A.Braun) Baker, Nephrodium spinulosum subsp. jordanii (Rouy) P.E.Fourn., Nephrodium spinulosum subsp. remotum (A.Braun ex Döll) G.Hensl., Polystichum ×remotum (A.Braun) P.E.Fourn.,